# Gottfried Wals

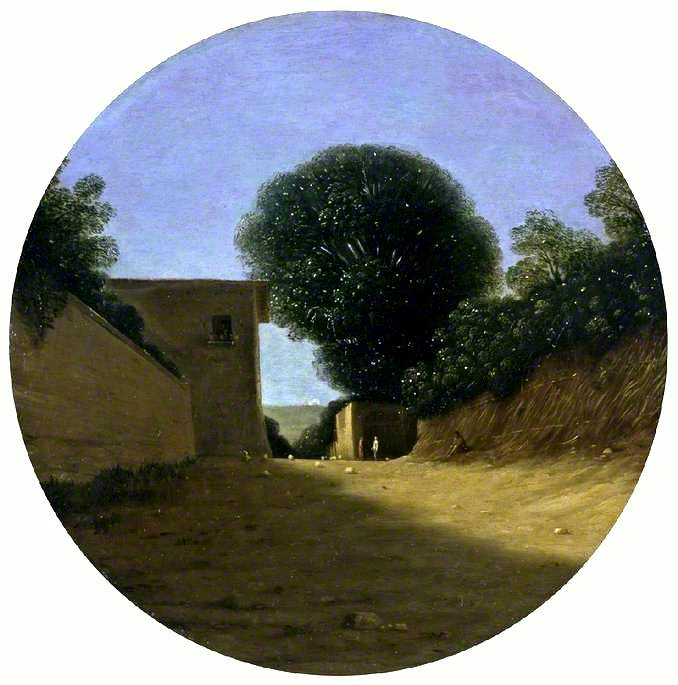
Casa em uma estrada rural, óleo em cobre, 24,5 cm de diâmetro, Cambridge, Museu Fitzwilliam.

Goffredo Wals (Colônia, c. 1595? - Calabria, c. 1638?) Foi um pintor alemão baseado na Itália especializado em pintura de paisagem.
De biografia e trabalho mal conhecido, em 1615 ele estava colorindo lâminas em Nápoles. Residiu em Roma entre 1616 e 1618, onde teria sido um melhor colaborador do que discípulo de Agostino Tassi em pintura a óleo.
Ele também trabalhou em Génova, hospedado por Bernardo Strozzi, e em Nápoles. De acordo com Filippo Baldinucci, ele tinha Claude Lorrain como seu discípulo por volta de 1620, de quem ele teria sido o primeiro professor. É possível que Wals tenha orientado Lorrain a continuar seu treinamento em Roma com Tassi, embora não haja realmente nenhuma prova documental de que Lorraine tenha estudado com Tassi e, segundo Joachim von Sandrart, lhe emprestado "serviços domésticos". Morreu por causa de um terremoto nos anos finais da década de 1630, provavelmente o que afetou a Calábria em 1638.[carece de fontes?]
Suas paisagens, quase sempre de pequeno tamanho e muitas vezes em cobre e formato circular, como se fossem espelhos, desprovidas de qualquer anedota, nascem de uma cuidadosa observação da natureza que, em seus pequenos formatos, adquire um caráter monumental, que, por outro lado, poderia ser o mais importante dos ensinamentos que Wals transmitiu a Lorena.